# Tramstatie Ichtegem

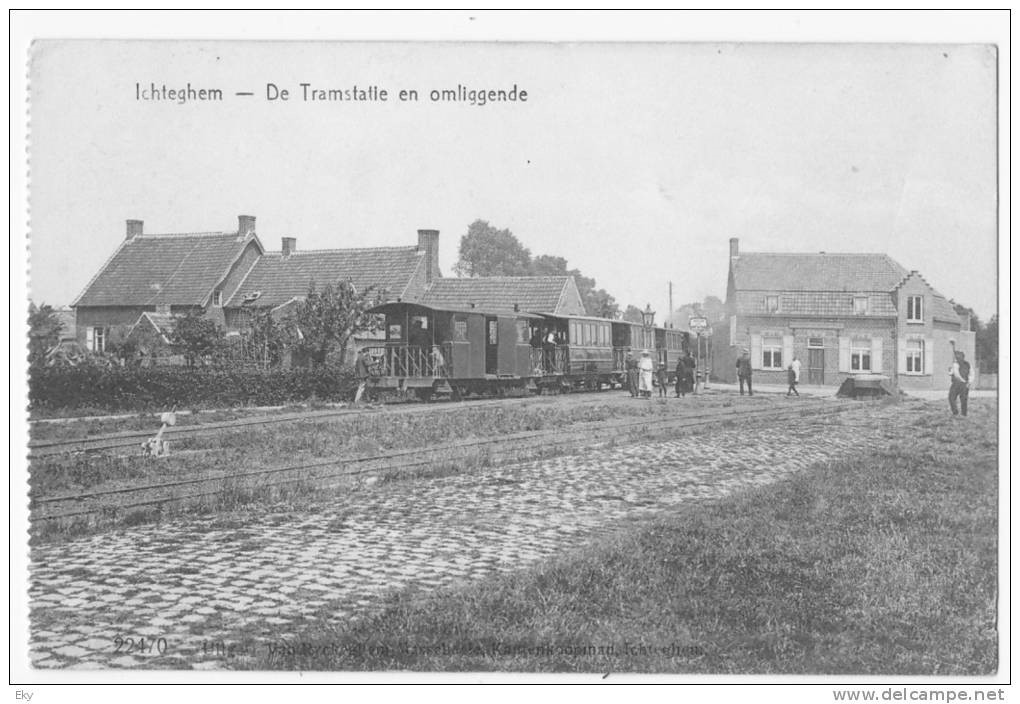
Ichtegem - De tramstatie en omliggende.

Tramstatie Ichtegem is de plaats waar de stoomtram en later de 'spoorauto of motortram' tussen 1910 en 1952 halte hield op het kruispunt van de Ringlaan en de Moerdijkstraat te Ichtegem. 'Tramstatie' is West-Vlaams voor tramstation. In 1884 werd de NMVB (Nationale Maatschappij Van Buurtspoorwegen) opgericht. Onder deze maatschappij viel de tramlijn 342 Brugge-Leke sinds haar oprichting in 1910. De "Naamlooze Maatschappij tot uitbating der Buurtspoorwegen van West-Vlaanderen" baatte de tramlijn Brugge - Leke uit. Op 10 maart 1910 reed de stoomtram voor het eerst het traject van Brugge naar Leke, een rit van 1 uur en 45 minuten over een traject van 31,38 kilometer. Tien dagen later volgde de officiële inhuldiging. Het traject werd zowel uit Brugge als Leke vijfmaal per dag gereden. De tramlijn had haltes in Brugge, Sint-Andries, Varsenare, Snellegem, Zedelgem, Aartrijke, Ichtegem, Koekelare en Leke. Oorlogsgeweld onderbrak de dienstregeling tussen 12 oktober 1914 en 6 december 1918.

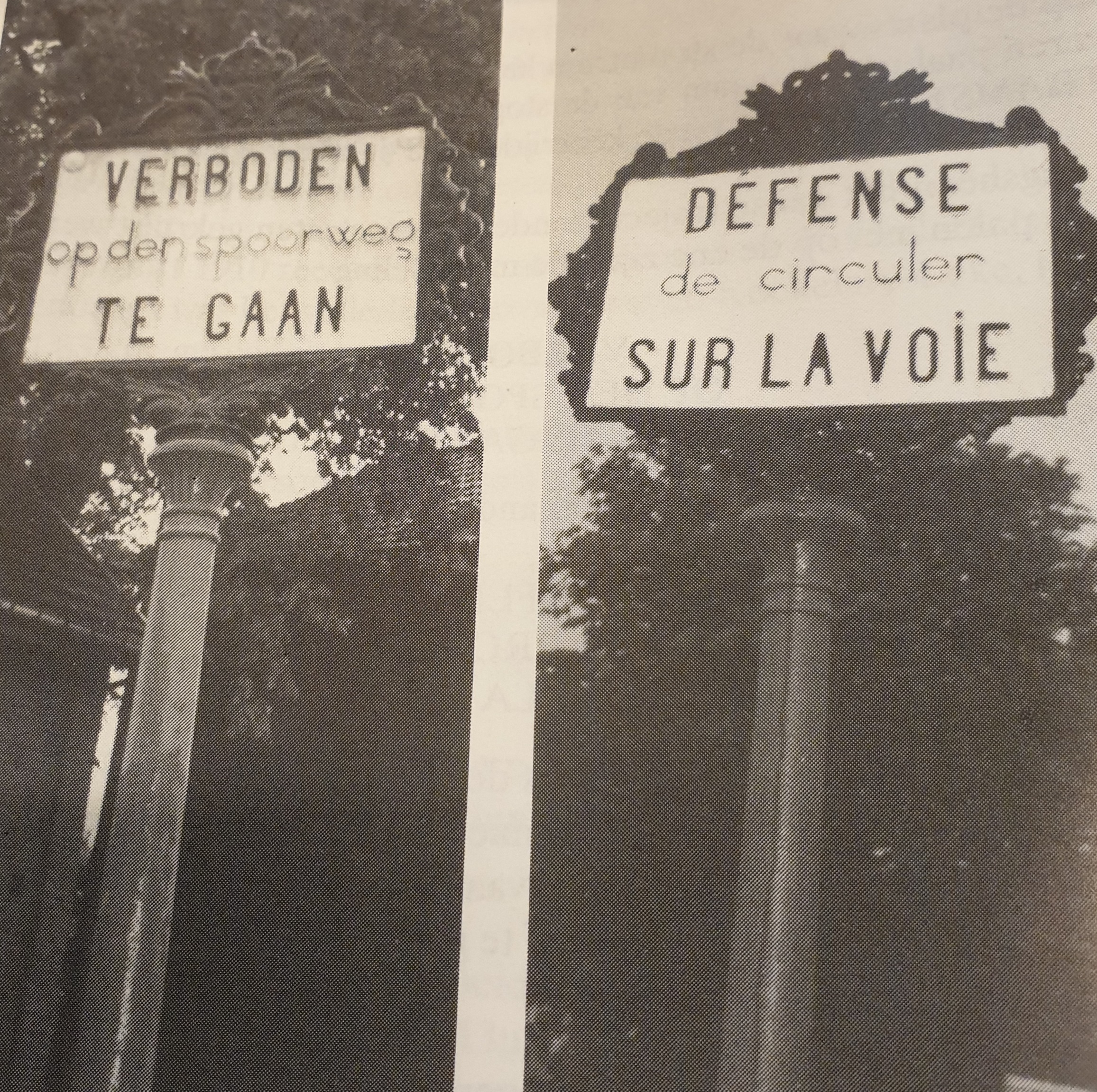
Gietijzeren palen op de tramstatie.

## Tramstatie
De tramstatie van Ichtegem bevond zich op het kruispunt van de Moerdijkstraat en de Ringlaan. Op de plek stonden twee gietijzeren palen met de volgende vermelding: "Ichteghem - arrêt du tram" en "Defense de circuler sur la voie". Vandaag staan er nog steeds herinneringen aan het voormalige tramstation op deze plaats.

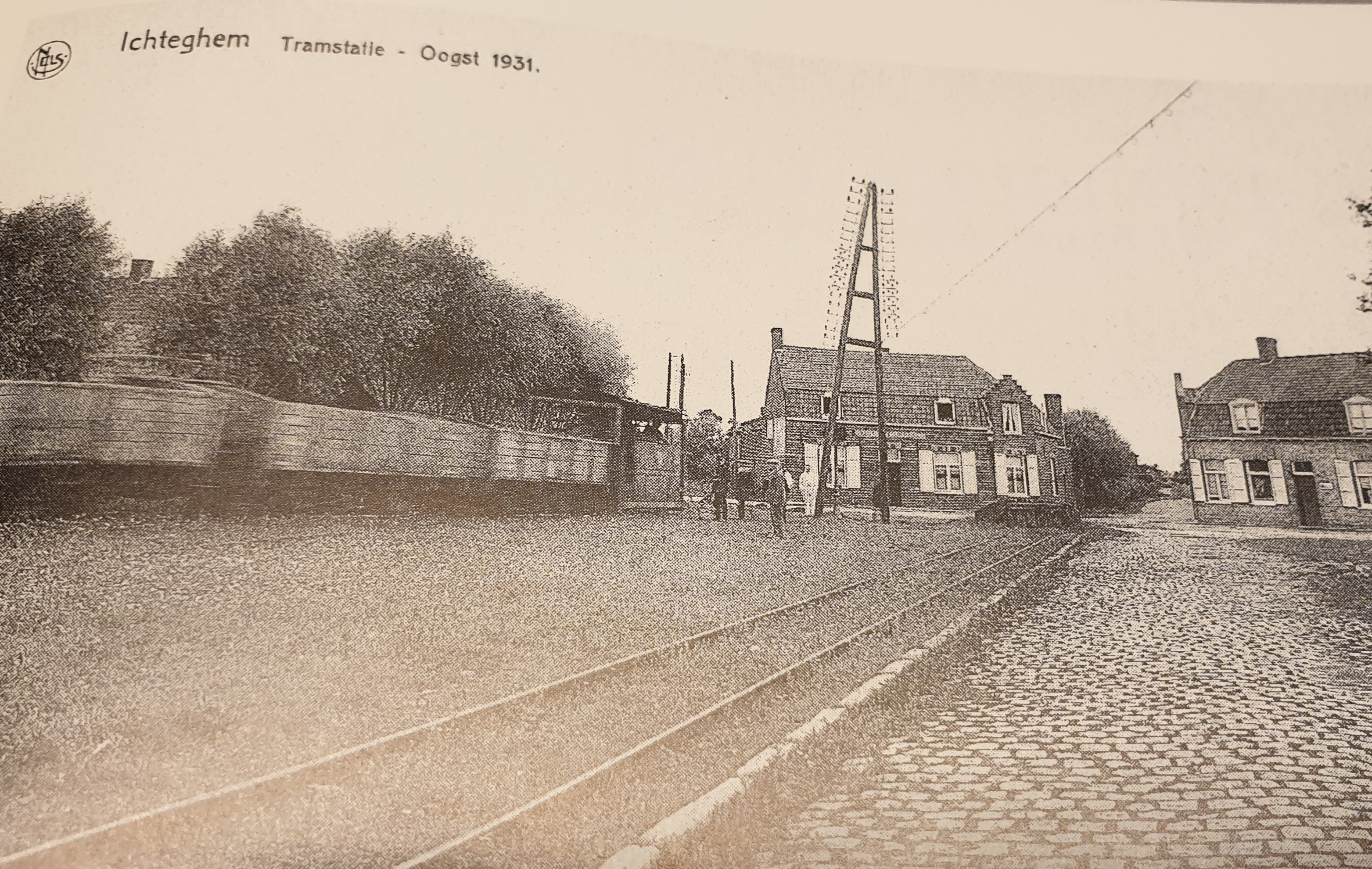
Tramstatie in 1931.

## Van stoomtram naar spoorauto
De eerste stoomtram werd met kolen gestookt. Het waren vooral de Duitsers die tijdens de Eerste Wereldoorlog veel gebruik maakten van deze tram. In 1932, 22 jaar later nadat ze de eerste keer het traject reed, werd de stoomtram vervangen door de "spoorauto of motortram" met als doel reizigersvervoer. Deze spoorauto werd gedoopt met de naam "Kamieltje". Door deze vervanging werd er minder hinderlijke rook uitgestoten en kon het traject in plaats van vijf keer per vertrekplaats, zeven keer per dag doorgaan. Dit kwam doordat de spoorauto tot 65 km per uur kon rijden. Bij de intrede van "Kamieltje" gingen terug meer reizigers gebruik maken van de tram. De stoomtram werd intussen enkel nog gebruikt voor goederenvervoer. Tijdens de Tweede Wereldoorlog lag het tramverkeer gedurende 63 dagen stil. De stoomtram nam in deze periode terug de plaats in van de spoorauto, om te besparen op stookolie.

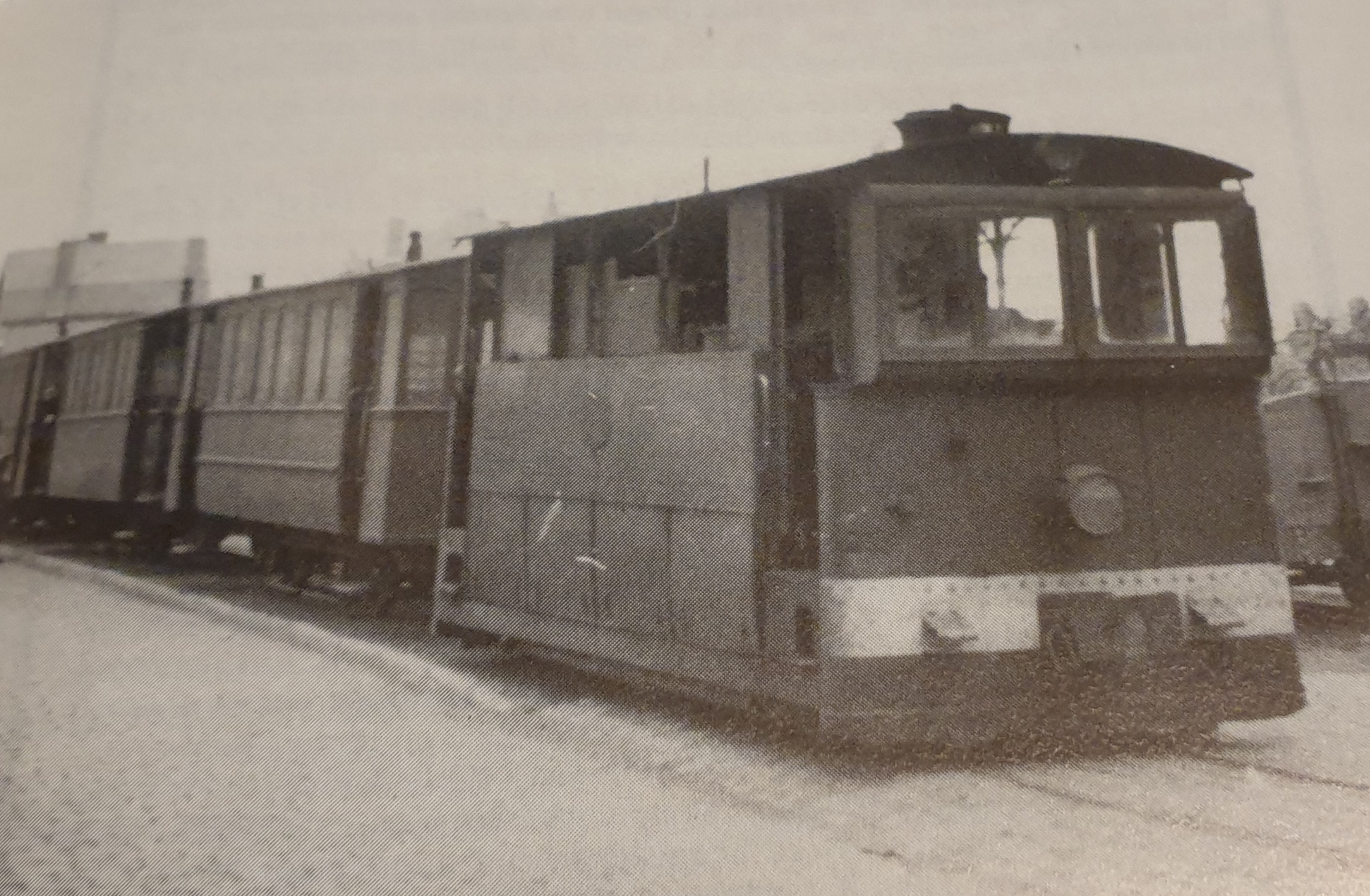
Stoomtram op traject Brugge - Leke in W.O. II (1940)

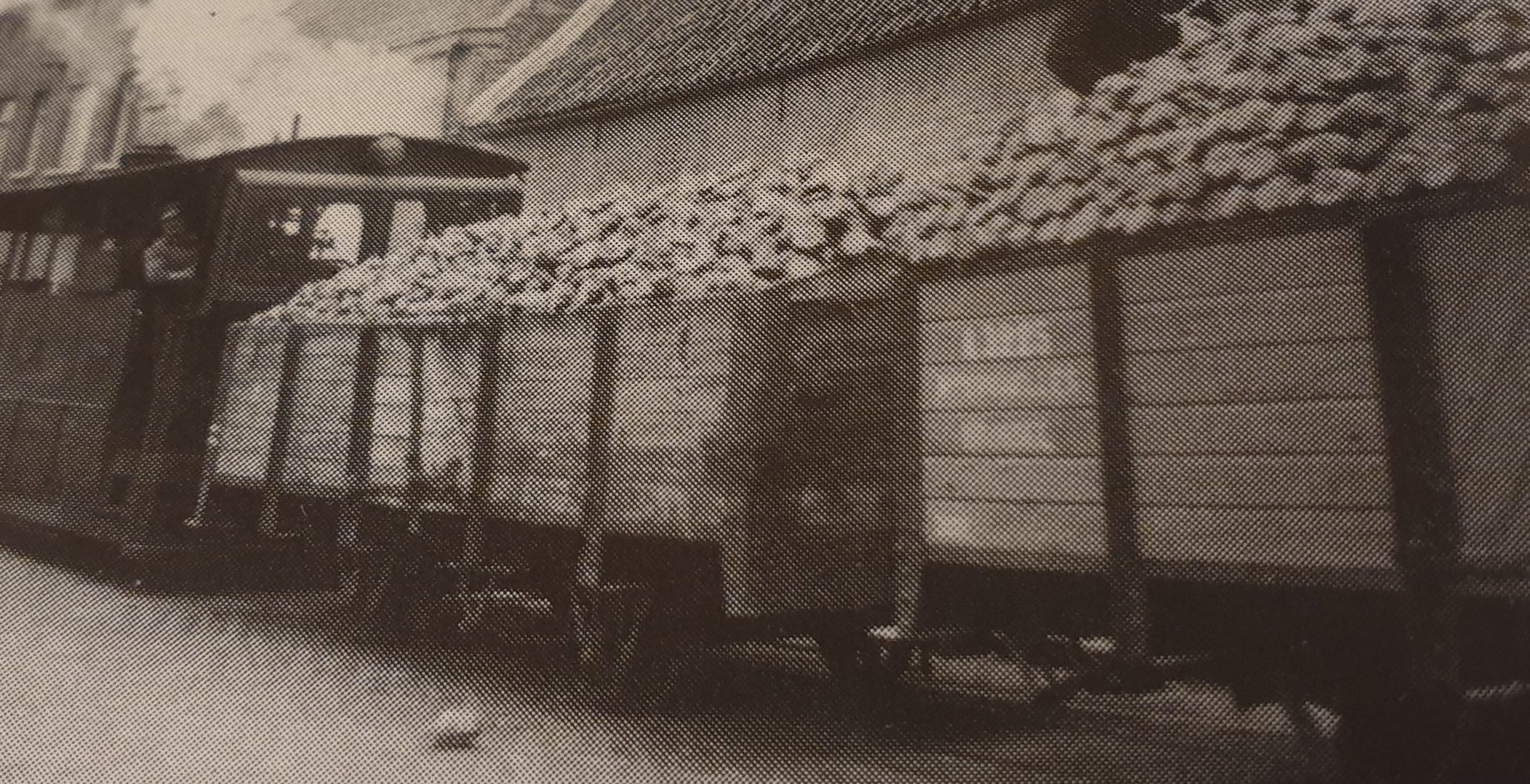
Tram voor goederenvervoer

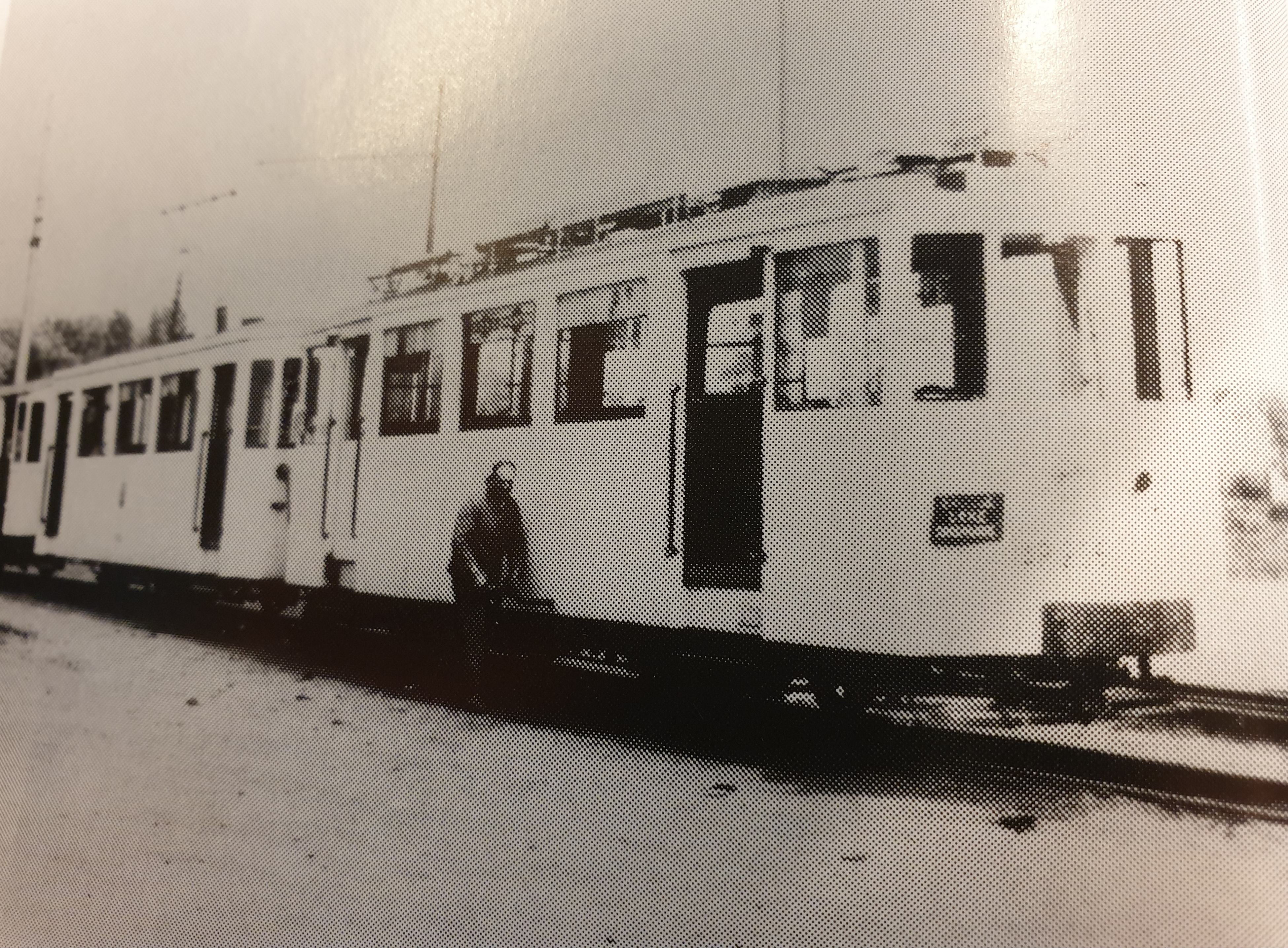
"Kamieltje" op tramlijn Brugge - Leke - Diksmuide (AR 235) in 1948

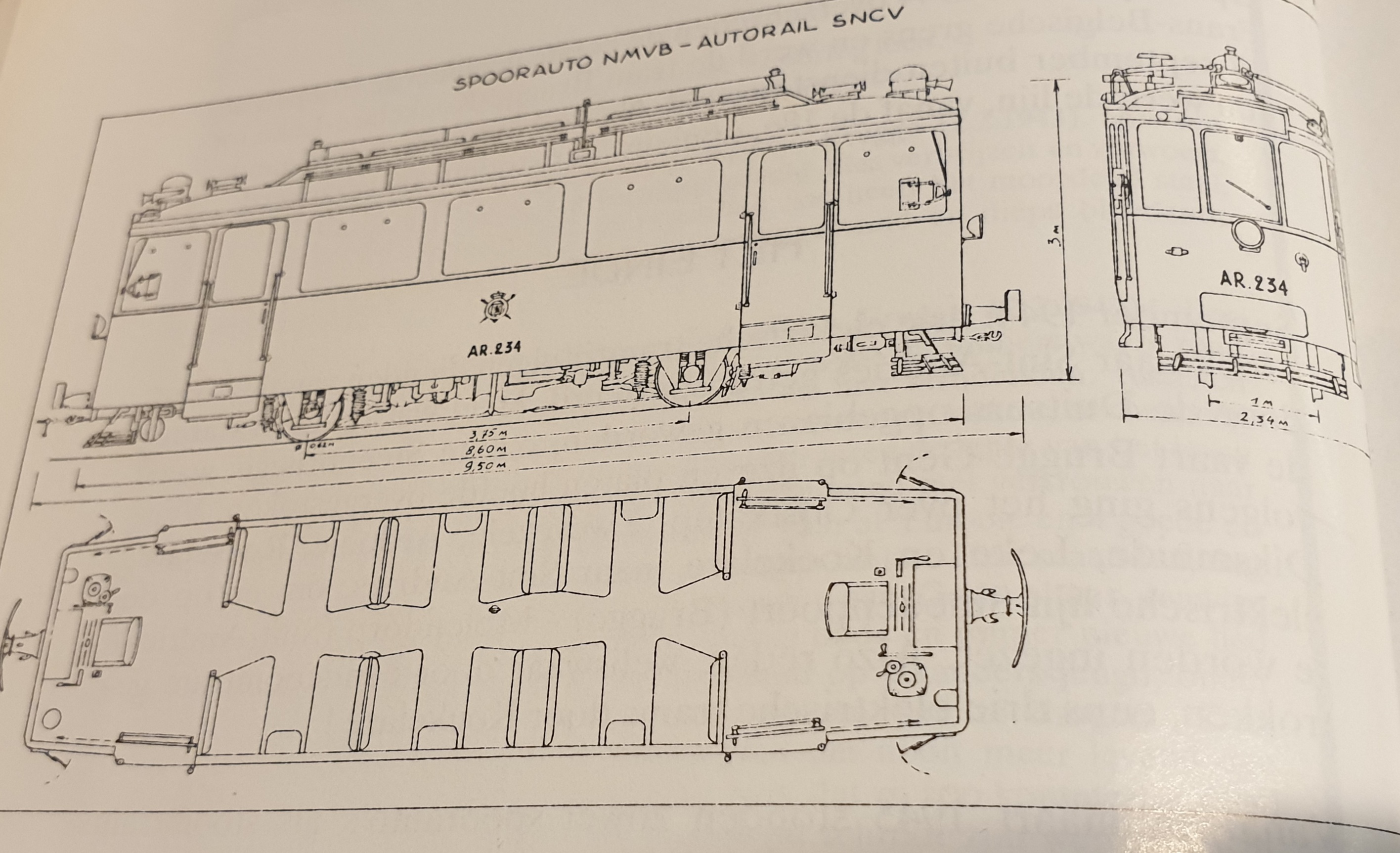
Plan spoorauto

## Luchtaanval
De tram werd op 12 februari 1943 het doelwit van een luchtaanval ter hoogte van Zedelgem. Men gaat ervan uit dat de Britse piloot vermoedde dat de tram munitie vervoerde. De aanval gebeurde in de buurt van een munitiedepot. Bij deze luchtaanval overleden twee mensen ter plaatse en enkelen nadien in het ziekenhuis. Onder de dodelijke slachtoffers was de 36-jarige Ichtegemse Godelieve Dupon. De heer Beuselinck liet samen met zijn dochtertje Francine het leven. Leon Deduytsche, die stoker was van de tram en op het moment van de luchtaanval aan het werk was, was uit het rijdend voertuig gesprongen en werd daarbij geraakt door een kogel in de dij.

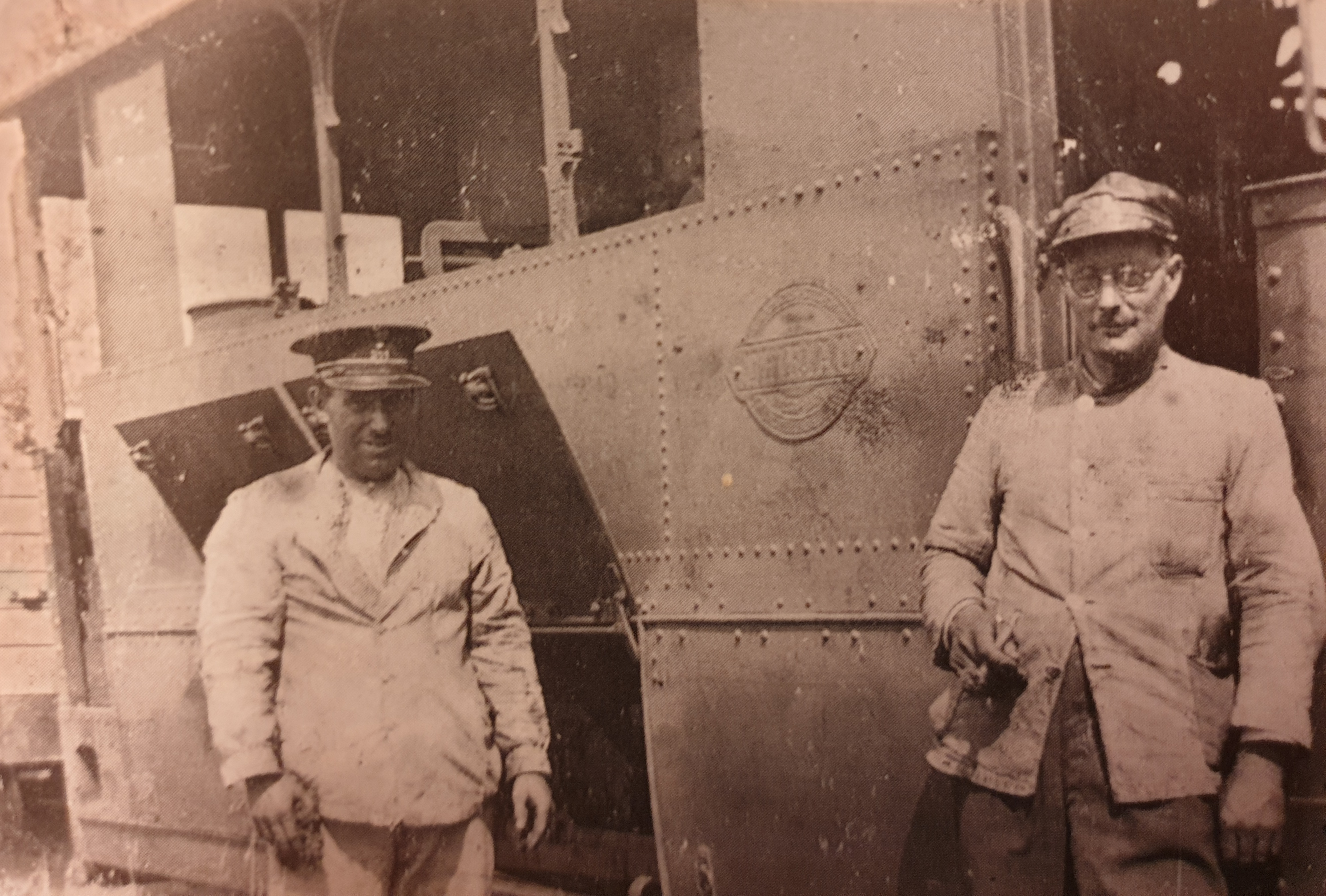
Leon Deduytsche (links), stoker op de tram die gewond werd tijden luchtaanval

## Afschaffing tram
De stoomtram werd in 1949 buiten gebruik gesteld, maar "Kamieltje" werd nog steeds gebruikt voor reizigersvervoer, aangevuld door spoorautotractoren om het goederenvervoer te verzekeren. Er ontstond echter heel wat concurrentie voor de tram door het bus -en vrachtwagenvervoer. In 1952 werd uiteindelijk de beslissing genomen om alle trams af te schaffen. In datzelfde jaar werden ook de sporen opgebroken. In de plaats werd er voor reizigersvervoer beroep gedaan op autobussen.

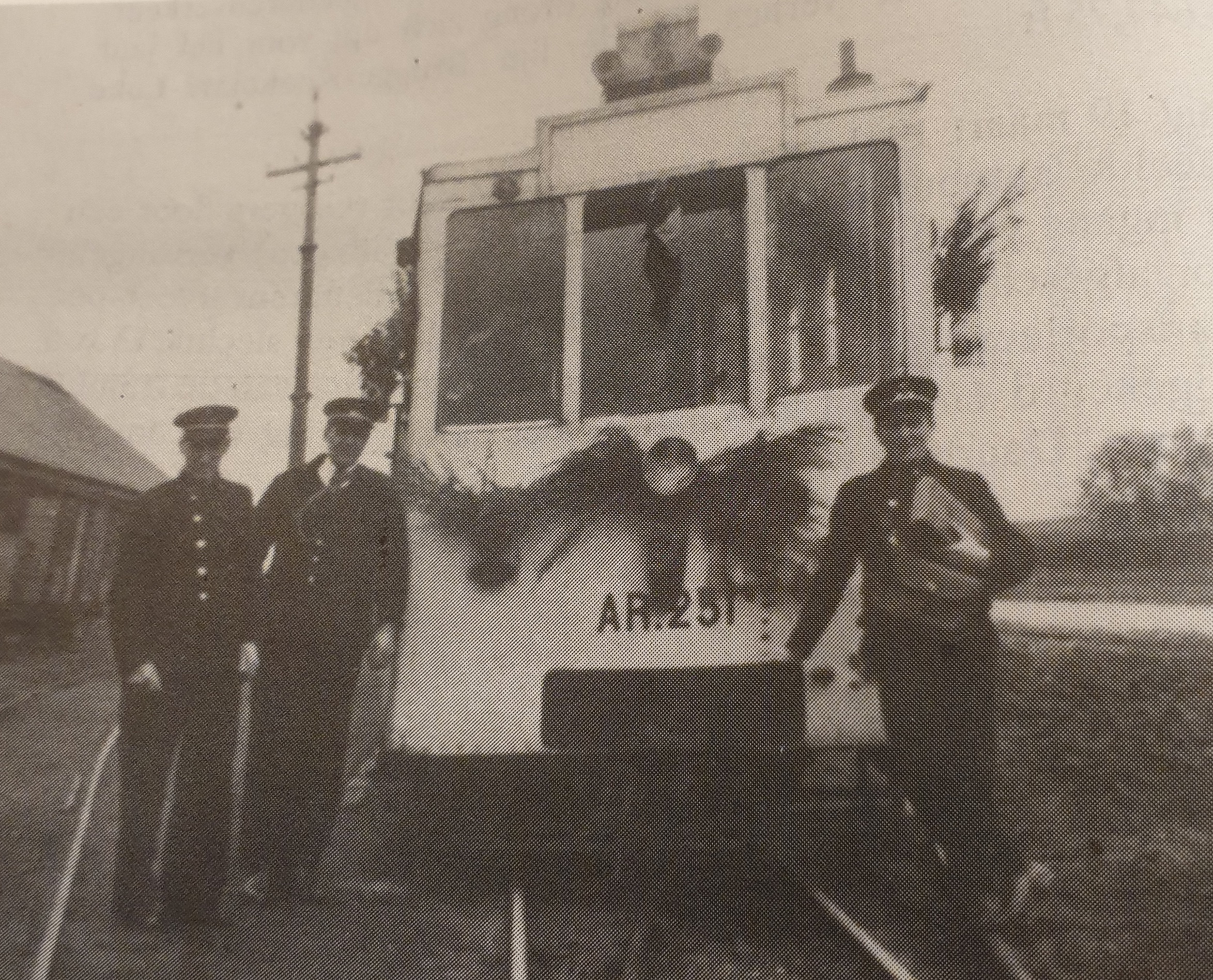
"Kamieltje"

## Herinnering aan de tram
Zowel in Ichtegem als Koekelare staan er nog monumenten ter herinnering aan de tram. De Zedelgemse rijkswachter Arseen Verleye maakt ter ere van de tram een muziektekst op de melodieën van "Funiculi Funicula".

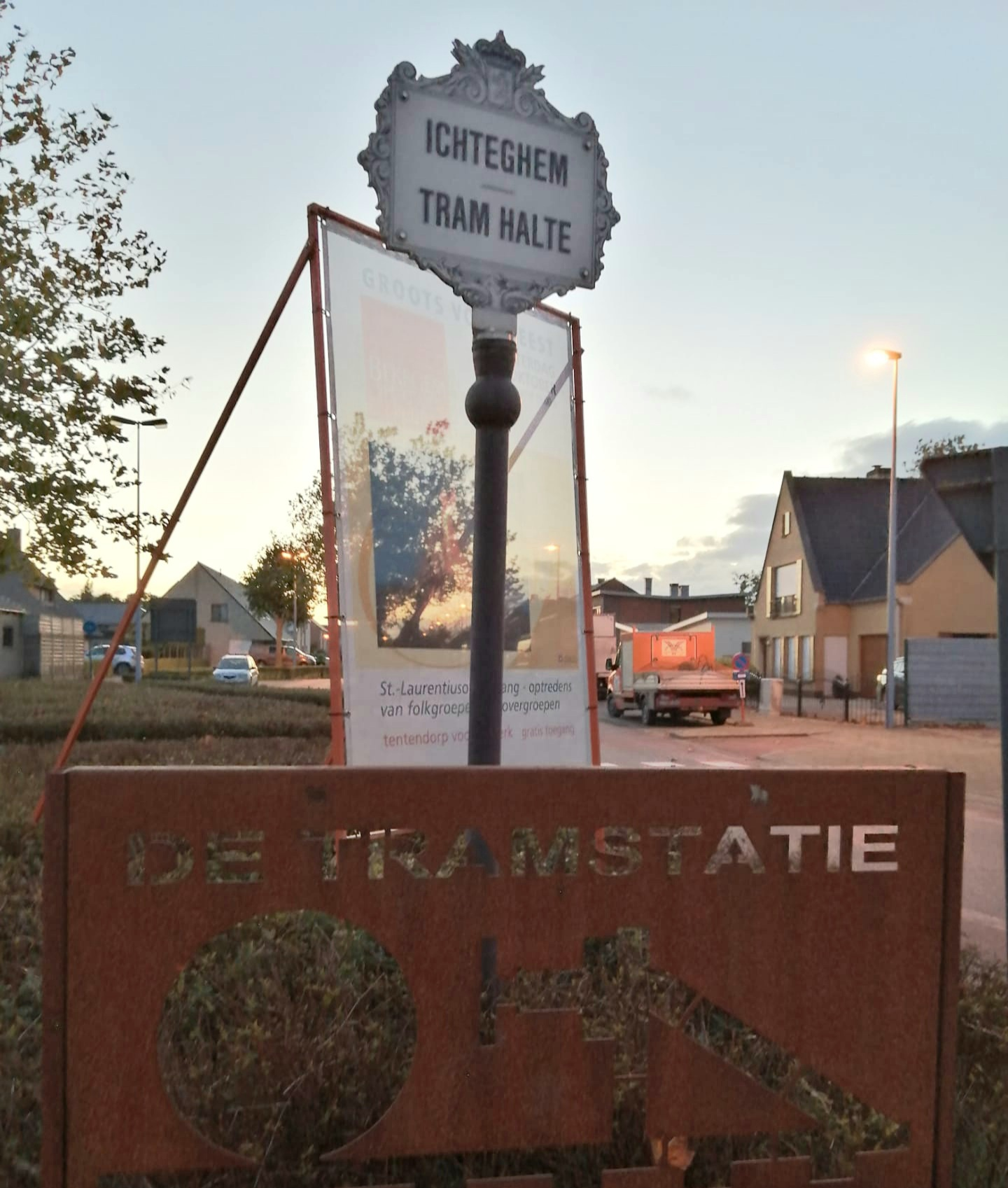
Herinnering halte Ichtegem
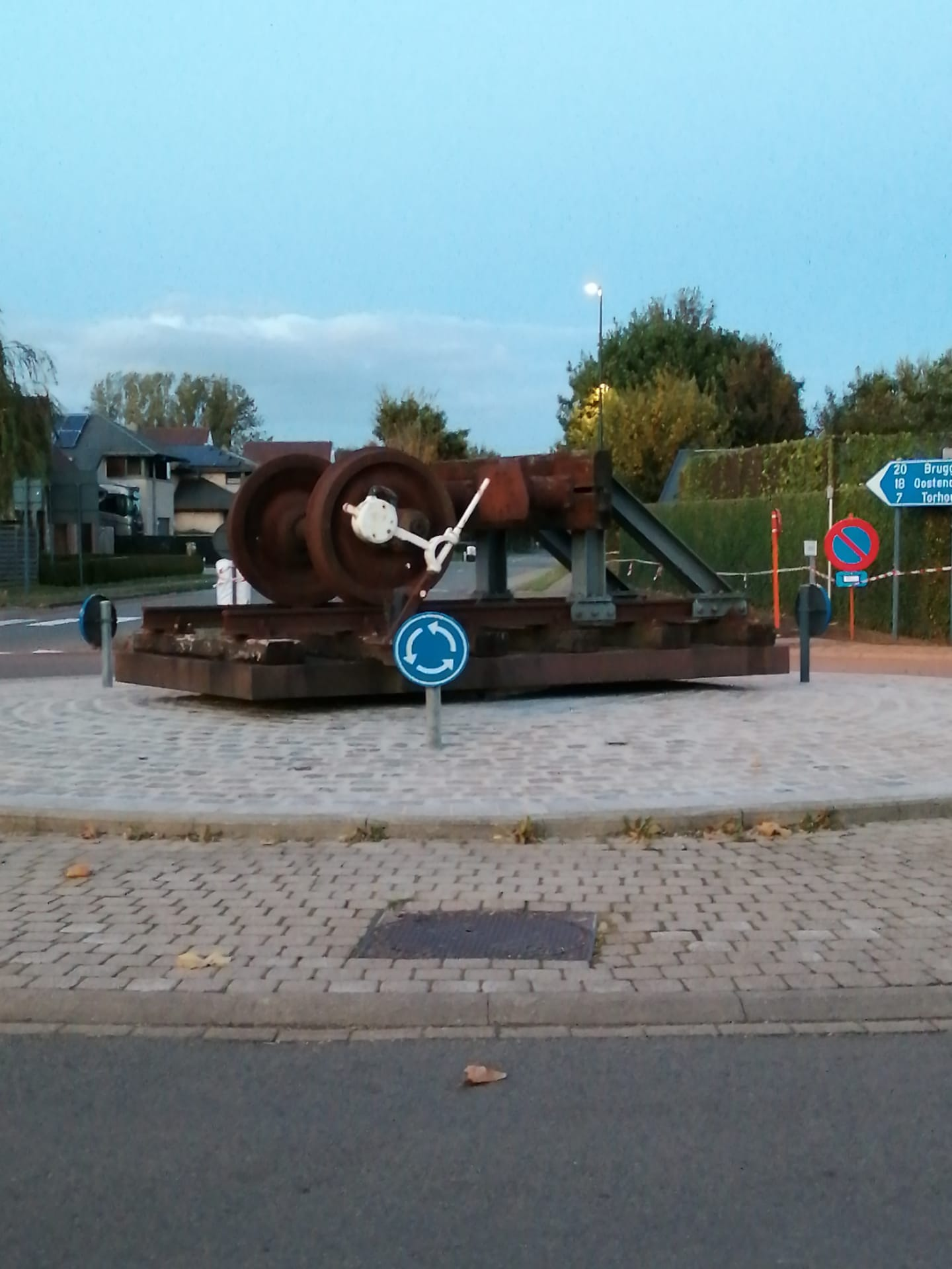
Monument tramstatie Ichtegem
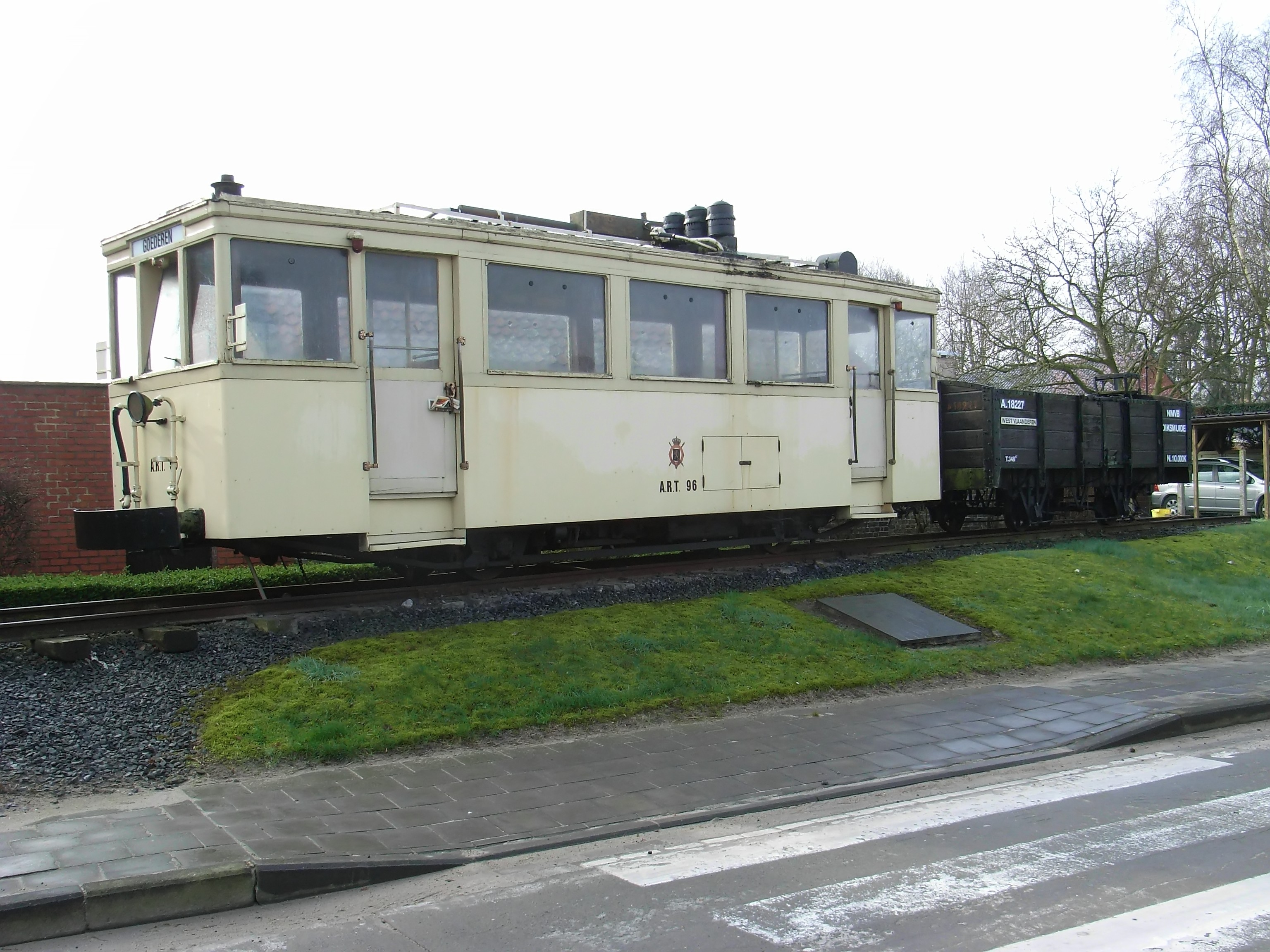
Kamieltje in Koekelare

## Tramstatie-feesten
Sinds 2007 worden er om de twee jaar tramstatiefeesten georganiseerd op de plaats waar vroeger de tramstatie was. Het 10-daagse evenement heeft als doel de inwoners van deze wijk samen te brengen. De opbrengsten worden geschonken aan een goed doel.